# Nedovolená reklama
Za nedovolenou reklamu  je považována ta reklama, která není v souladu s regulačními právními předpisy (veřejné a soukromé právo). Vedle toho ale také ta reklama, která je regulována mimoprávními mechanismy, zde se tedy jedná o samoreguleci. Samozřejmostí je, že vždy také záleží na posuzování reklamy v konkrétních případech. Zde závisí na tom, v jaké míře konkrétní nedovolený prvek reklamy překračuje meze dané zákony a etickými pravidly, tedy, jak velké hrozí ohrožení společnosti. Do kategorie nedovolené reklamy patří jak reklamy přímo zakázané, tak i ty reklamy, které jsou přípustné jen za určitých zákonem ustanovených podmínek. 

## Základní skupiny
Dvě základní skupiny nedovolené reklamy se dělí podle toho, kterou normu porušuje:
- podle právních předpisů – veřejnoprávní předpisy; soukromoprávní předpisy
- podle etických zásad – etický kodex